# QUADRIGA
QUADRIGA ist ein 2002 an der Humboldt-Universität zu Berlin (Abteilung Mathematikdidaktik) in Zusammenarbeit mit dem ZTR Berlin entwickeltes qualitatives Diagnostikverfahren zur Untersuchung der Entwicklung des mathematischen Denkens bei Kindern, Jugendlichen und Erwachsenen. Ausgeschrieben bedeutet das Akronym „Qualitative Diagnostik Rechenschwierigkeiten im Grundlagenbereich Arithmetik“ und wird von vielen Hilfseinrichtungen zur Dyskalkulie-Prävention bzw. -Therapie eingesetzt (s. u.).
Klassische Leistungstests im Lernbereich Mathematik (wie z. B. DBZ, DEMAT, DRE, HRT oder MT-2) sind gewöhnlich quantitative Testverfahren, die vergleichsorientiert, gruppennormbezogen und standardisiert die Fehlerhäufigkeit ermitteln. Um darüber hinausgehend den Lernstand der Probanden inhaltlich genauer erfassen zu können, wurde als förderdiagnostisches Verfahren QUADRIGA entwickelt. Dies baut im Wesentlichen auf der Interview-Methode des „lauten Denkens“ auf, welche durch Beobachtung des Umgangs mit Veranschaulichungsmaterial sowie Verhaltensbeobachtungen von Mimik und Gestik ergänzt werden.
Das informelle Testverfahren ist wie folgt aufgebaut: aus einem Pool von 42 charakteristischen Fragestellungen (die in die Kategorien „Pränumerik“, „Zahlbegriff“, „Operationsverständnis“, „Dezimalsystem“, „Mathematisierung“, „schriftliche Verfahren“, „Bruchverständnis“ und „negative Zahlen“ unterteilt sind) wählt der Interviewer, beginnend bei den inhaltlich einfachsten Themen, geeignete aus und trägt auf den Auswertungsseiten seine Beobachtungen in unterschiedlichen qualitativen Bereichen ein. Der Interviewer entscheidet anhand der Antworten, ob bestimmte inhaltliche Bereiche vertieft werden müssen und in welchem Umfang anspruchsvollere Themen behandelt werden können. Anschließend wird in einem übergeordneten qualitativen Auswertungsvorgang in den einzelnen Themenbereichen der Grad der inhaltlichen Verinnerlichung bestimmt, also eine Beurteilung des mathematischen Verständnisses vorgenommen.
Resultat der Untersuchung ist kein Punktespiegel, sondern eine differenzierte qualitative Profilierung der Rechenschwierigkeiten, was insbesondere für eine (inner- wie außerschulische) Förderung von zentraler Bedeutung ist. Die Hilfe kann gezielt dort ansetzen, wo die mathematischen Probleme des Schülers beginnen. Voraussetzung dafür ist allerdings eine individuelle Förderung, welche die Schüler für befristete Zeit vom normalen schulischen Leistungsdruck entbindet.